# ميثانية رزمية سمسية
ميثانية رزمية سمسية (الاسم العلمي:Methanosarcina semesiae) هي نوع من العتائق تتبع جنس الميثانية الرزمية من فصيلة الميثاناوية الرزمية     .	